# ARN ribozomal 16s
ARN-ul ribozomic 16S este o componentă a subunității 30S a ribozomului procariotelor. Are aproximativ 1,5 kb (sau 1500 de nucleotide) în lungime. Genele care exprimă ARN-ul ribozomic 16S se numesc ADNr 16S și sunt folosite în reconstrucția filogeniilor.
Mai multe secvențe de ARN ribozomic 16S pot exista într-o singură bacterie.